# Kəlbəcər
Kəlbəcər (toponimo azero, anche Kalbajar o Kelbajar)  traslitterato Kəlbəcər o Kalbadjar, è un comune azero, capoluogo del distretto omonimo.
Oggi si presenta come un paese abitato da pastori e contadini in una zona a scarsissima densità abitativa. L'unica via di accesso è la strada che porta a Martakert lungo la stretta valle del Tartar fino al bacino del Sarsang. L'apertura di una nuova strada di collegamento con l'Armenia, nel settembre 2017, attraverso il passo Sodk ridiede vigore alla depressa economia locale.

## Storia
Dal 1993 al 2020, Kəlbəcər fu cittadina della repubblica dell'Artsakh, capoluogo della regione di Šahowmyan (e per questo chiamata anche Nor Šahowmyan, Nuova Šahowmyan). Prima dell'esodo della popolazione di lingua armena, aveva una popolazione di 600 abitanti e la sua denominazione ufficiale era Karvachar.
Prima della guerra era ugualmente capoluogo del distretto di Kelbajar, che occupava anche parte della regione di Martakert. La cittadina venne conquistata dall'esercito di difesa del Nagorno Karabakh il 4 aprile 1993 al termine di una lunga e violenta battaglia.